# تام تیفانی
توماس پی تیفانی (به انگلیسی: Tom Tiffany) (زاده ۳۰ دسامبر ۱۹۵۷) یک تاجر و سیاستمدار آمریکایی است که از زمان پیروزی در انتخابات ویژه در سال ۲۰۲۰ به عنوان نماینده ایالات متحده در حوزه هفتم کنگره ایالت ویسکانسین خدمت می‌کند. او که عضو حزب جمهوری‌خواه بود، قبلاً هفت سال در سنای ویسکانسین و دو سال در مجلس ایالتی به نمایندگی از منطقه شمال شرقی ایالت خدمت کرد.
تیفانی در واباشا، مینه‌سوتا به دنیا آمد و در یک مزرعه لبنیات در نزدیکی الموود، شهرستان پیرس، ویسکانسین، با پنج برادر و دو خواهر بزرگ شد. او در سال ۱۹۷۶ از دبیرستان الموود فارغ‌التحصیل شد و در سال ۱۹۸۰ مدرک کارشناسی خود را در اقتصاد کشاورزی از دانشگاه ویسکانسین-ریور فالز دریافت کرد.